# Chrosomus erythrogaster
Cá tuế bụng đỏ phương Nam (Danh pháp khoa học: Chrosomus erythrogaster) là một loài cá cá nước ngọt ôn đới của họ Cyprinidae ở Bắc Mỹ. Phạm vi địa lý tự nhiên kéo dài từ Tây New York đến Minnesota, và phía nam Oklahoma, Arkansas, và Alabama, chúng được ưa chuộng để nuôi làm các loài cá cảnh.

## Đặc điểm
Loài cá này có thể được phân biệt bởi một thân hình tròn, đầu thẳng hơn và một cái miệng hếch hơn cũng như bởi sự khác biệt trong hành vi sinh sản những con cá ở phía Nam cho thấy chúng có một cái bụng đỏ đặc trưng trong mùa xuân, trong khi các đối tác phía bắc của chúng lại có một cái bụng màu trắng. Chúng được tìm thấy ở vùng biển ôn đới từ 44°N-34°N. Chiều dài tối đa được báo cáo là 9,1 cm nhưng chiều dài trung bình thường là 5,8 cm. Cá có thể sống tối đa đến 03 năm.
Con đực có sọc màu đỏ hoặc màu vàng dưới sọc đen chính là đặc biệt rõ ràng trong mùa sinh sản, chúng có hai bộ vây cặp nằm xa đến nắp mang, các ngực và vây bụng. Tất cả vây vàng, vây lưng và vây đuôi có màu đỏ ở cơ sở kết nối gần họ. Vây đuôi có hình dạng chữ V với hai điểm. Chúng có một chế độ ăn uống đa dạng, bao gồm tảo, tảo cát, và động vật không xương sống.Chúng ăn hầu hết các loại hạt trong nước cho dinh dưỡng. Chúng sử dụng tầm nhìn của họ để tìm kiếm thức ăn, do đó, một môi trường sống trong nước rõ ràng là cần thiết. 